# Puerta de San Florián
La Puerta de San Florián (en polaco Brama Floriańska) es una de las torres góticas más famosas en Polonia y un punto neurálgico del centro histórico de Cracovia, en Polonia.
Se construyó en torno al siglo XIV en granito rojo, típico de la arquitectura de Cracovia, como parte de las fortificaciones de la ciudad que tenían como objetivo proteger la ciudad de los ataques del imperio otomano.